# André Schürrle
André Horst Schürrle (født 6. november 1990)  er en tysk tidligere professionel fodboldspiller, som spillede som fløjspiller i sin karriere. Han var del af Tysklands trup som vandt verdensmesterskabet i 2014.

## Klubkarriere

### Mainz 05
Schürrle kom igennem ungdomsakademiet hos Mainz 05, og fik sin debut førsteholdsdebut den 8. august 2009 i en Bundesliga-kamp imod Bayer Leverkusen. Han etablerede sig med samme som en fast mand på holdet, og imponerede især i sin anden sæson, hvor han scorede 15 sæsonmål i Bundesligaen.

### Bayer Leverkusen
Schürrle blev enig om at skifte til Bayer Leverkusen i september 2010, og skiftet skete officielt i sommeren 2011. Han spillede som fast mand i sine to sæsoner i klubben.

### Chelsea
Schürrle skiftede i juni 2013 til engelske Chelsea. Den 1. marts 2014 scorede han sit første hattrick for klubben, da han scorede alle målene i en 1-3 sejr over lokalrivalerne Fulham. På trods af dette, så lykkedes det ikke Schürrle at få en fast plads på holdet, og han spillede hovedsageligt som rotationsspiller.

### VfL Wolfsburg
Schürrle vendte i februar 2015 hjem til Tyskland, da han skiftede til VfL Wolfsburg på en fast aftale. Han et hattrick for klubben i en kamp imod Hannover 96 den 1. marts 2016.

### Borussia Dortmund
Schürrle skiftede i juli 2016 til Borussia Dortmund.

#### Lejeaftaler
I løbet af sin tid i klubben, så tilbragte Schürrle lejeaftaler hos engelske Fulham og russiske Spartak Moskva.

### Pension
I juli 2020 blev Schürrle enig med Dortmund om at ophæve hans kontrakt, og bare få dage senere annoncerede han, at han stoppede spillerkarrieren i en alder af bare 29.

## Landsholdskarriere

### Ungdomslandshold
Schürrle har repræsenteret Tyskland på flere ungdomsniveauer.

### Seniorlandshold
Schürrle debuterede for Tysklands landshold den 17. november 2010. Han var del af Tysklands trupper til flere international tuneringer, herunder VM i 2014, hvor at Tyskland vandt verdensmesterskabet.

## Titler
Chelsea
- Premier League: 1 (2014-15)
- Football League Cup: 1 (2014-15)

Wolfsburg
- DFB-Pokal: 1 (2014-15)
- DFL-Supercup: 1 (2015)

Borussia Dortmund
- DFB-Pokal: 1 (2016-17)

Tyskland
- Verdensmesterskabet: 1 (2014)